# Макаров Володимир Олександрович
Володи́мир Олекса́ндрович Мака́ров (1919, тепер Російська Федерація — 2006, Москва) — радянський військовий діяч, генерал-полковник (1975). Депутат Верховної Ради УРСР 7-го скликання.

## Біографія
Освіта вища військова. Член КПРС.
У липні 1966 — червні 1969 року — командувач військ 6-ї гвардійської танкової армії Київського військового округу.
У липні 1972 — листопаді 1974 року — головний радянський військовий радник у Сирійській Арабській Республіці.
У листопаді 1974 — жовтні 1980 року — начальник Головного управління військово-навчальних закладів Збройних Сил СРСР.
Потім — на пенсії у місті Москві, де й помер. Похований на Кунцевському кладовищі.

## Звання
- генерал-майор танкових військ (9.05.1961)
- генерал-лейтенант танкових військ (23.02.1967)
- генерал-полковник (25.04.1975)